# Puntius pachycheilus
Puntius pachycheilus es una especie de peces de la familia de los Cyprinidae en el orden de los Cypriniformes.

## Morfología
Tanto los machos como las  hembras pueden alcanzar 13,4 cm de longitud total.

## Hábitat
Es un pez de agua dulce endémico del lago Lanao, ubicado al sur de Filipinas y siendo el segundo más grande del país.

## Distribución geográfica
Se encuentra en Mindanao, Filipinas .